# Distretto di Setana
Il distretto di Setana (瀬棚郡?) è uno dei distretti della Sottoprefettura di Hiyama, Hokkaidō, in Giappone.
Attualmente comprende il solo comune di Imakane.